# Combat de Friedberg (Bavière)
Pour l’article homonyme, voir Combat de Friedberg (Hesse).
Batailles
Le combat de Friedberg se déroule le 24 août 1796 près de Friedberg, en Bavière. Le général Moreau à la tête de l'armée de Rhin-et-Moselle y défait un corps autrichien commandé par le comte de Latour.

## Contexte
En 1796, les plans de Carnot organisent les forces françaises en trois armées. Pendant que l'armée d'Italie doit fixer un maximum de forces autrichiennes, les armées de Sambre-et-Meuse sous les ordres de Jourdan et de Rhin-et-Moselle sous les ordres de Moreau doivent porter une offensive en Allemagne jusqu'à Vienne. Le plan de Carnot prévoit que les deux armées agiront sur des théâtres séparés. Le commandant en chef autrichien, l'archiduc Charles décide de profiter de cet espace pour combattre les armées françaises séparément et les battre une à une.
Jourdan attaque en premier, puis, en juin, Moreau franchit le Rhin à Strasbourg. Laissant 36 000 hommes sous les ordres de Wartensleben devant l'armée de Sambre-et-Meuse, le commandant en chef autrichien va au devant de l'armée de Rhin-et-Moselle. Battu à Ettlingen (en) le 9 juillet, l'archiduc retraite pour rassembler ses forces. Pendant ce temps, s'étant rendu compte de la faiblesse du corps qui lui fait face, Jourdan a repris l'offensive. Battu à Neresheim par Moreau, l'archiduc Charles décide alors d'attaquer en force l'armée de Sambre-et-Meuse et repasse le Danube, ne laissant devant Moreau que le corps de Latour, qui vient de lui parvenir.

## Conséquences
L'armée de Rhin-et-Moselle poursuit son offensive sur Munich et bat de nouveau les autrichiens à Geissenfeld le 1er septembre. Apprenant la nouvelle de la défaite de Jourdan lors de la bataille d'Amberg, Moreau ordonne la retraite. Suivi par Latour, il traverse la Forêt-Noire pour prendre de vitesse l'archiduc Charles qui cherche à l'encercler. Il parvient à regagner le Rhin à la mi-octobre.